# PIAS Recordings
PIAS Recordings är ett internationellt skivbolag. Namnet är en akronym för Play It Again Sam. Det hela började som en skivaffär i Bryssel i Belgien 1983, grundad av Kenny Gates och Michel Lambot. Skivbolaget har nu kontor i Belgien, Nederländerna, Storbritannien, Tyskland, Frankrike, Sverige, Spanien, Österrike och USA.
Några kända artister och band som har gått under detta skivobolag är The Legendary Pink Dots, Sigur Rós, Mogwai, Front 242, Stone Gods, Vitalic, Editors och Scala & Kolacny Brothers.